# محي الدين محمد (سياسي)
محي الدين محمد حاج إبراهيم (توفي في 15 فبراير 2016) سياسي صومالي، شغل منصب وزير الدفاع الصومالي لفترة وجيزة في عام 2008 في الحكومة الفيدرالية الانتقالية، كما كان مستشارًا لرئيس البرلمان الفيدرالي الصومالي قبل وفاته عام 2016. 
قُتل محي الدين في بعد تفخيخ سيارته في مقديشو في 15 فبراير 2016، و تبنت حركة الشباب الإرهابية العملية ونجا شخص آخر كان يستقل السيارة مع المسؤول بعد إصابته بإصابات طفيفة. 